# Zeatina
A zeatina é uma hormona vegetal isoprenoídica do grupo das citoquininas: de facto, é a citoquinina natural que se isola das plantas.
sintetiza-se a partir da isopentenil adenina ou, mais correctamente, do produto da reacção catalisada pela isopentenil transferase. Dita sintese inicia-se com a hidroxilação da cadeia lateral da isopentenil adenina, ainda que também possa ocorrer a partir de seus nucleósidos e nucleótidos.
Como outras citoquininas, a zeatina está implicada como indutor na divisão celular, ruptura da dominância apical, neoformação de órgãos em cultivo in vitro, floração e desenvolvimento de cloroplastos.